# Dobrica Ćosić
Dobrica Ćosić (29. prosince 1921 – 18. května 2014) byl srbský spisovatel. Byl také prvním prezidentem Svazové republiky Jugoslávie, tedy Srbska a Černé Hory po odtržení Chorvatska a Slovinska a během války v Bosně a Hercegovině, v dobách režimu Slobodana Miloševiće. Vzhledem k jeho politické i literární úloze je stále rozporuplnou osobností; zatímco jeho obdivovatelé ho označují jako "otce moderního národa", odpůrci poukazují na podporu nacionalistickým kruhům.

## Kariéra
Politická kariéra Dobrici Ćosiće začala již během druhé světové války. Tehdy sloužil jako politický komisař v Resavském partyzánském oddíle, rovněž byl i členem Svazu komunistické omladiny Jugoslávie. Po ukončení války působil v AGITPROPu, dvanáct let potom zastával funkci svazového poslance v Bělehradské skupštině. Poprvé na sebe upoutal pozornost v okamžiku, kdy se postavil proti odstavení Aleksandra Rankoviće od moci. Rovněž se rozhodl oponovat Titovi a jeho politice. Ćosić vedl mnohé diskuze ohledně postavení národů, jejich vlivu, stejně jako jejich spolupráce (což bylo ve federativní a mnohonárodnostní Jugoslávii dost ožehavé téma).
Na jednání Svazu komunistů Srbska v roce 1968 upozornil na zhoršující se postavení Srbů v Kosovu, což bylo v ostrém rozporu s oficiální politikou. Následně proto vystoupil ze strany, v 70. letech se z něj stal významný disident.
V polovině 80. let se stával obdiv k Titovi a jeho vizi jednotné mnohonárodnostní Jugoslávii pomalu záležitostí minulosti a vztahy mezi jednotlivými svazovými republikami se komplikovaly. Ćosić zastával tehdy stále se šířící ideu, že je třeba najít nové postavení Srbska v rámci SFRJ, případně posílit to stávající. Rovněž oponoval vzrůstajícím antisrbským tendencím v Kosovu a Vojvodině a vyslovil se pro těsnější svazek Srbska s těmito celky. Svůj přístup obhajoval tvrzením, že "srbský národ vyhrává ve válce, ale prohrává v míru". Začal být znepokojován s postavením srbských menšin zvlášť v Kosovu, organizoval různá hnutí, která měla poukázat na porušování práv srbských a černohorských obyvatel v této autonomní provincii. Ke konci 80. let se podepsal pod memorandum SANU, které nacionalistické snahy v Srbsku akcelerovalo. Ćosić také Tita veřejně v tisku kritizoval; mluvil o něm jako o politikovi, který nese vinu za veliké ztráty při bojích na sremské frontě – ale hlavně jako politika, který patří do stalinistické éry, jemuž je demokracie cizí.
V pozdějších letech Ćosić podpořil nové srbské politiky, a to jak v srbské svazové republice, tak i Bosně a Hercegovině. Díky tomu se stal vhodným kandidátem pro významný post. Roku 1992 se tak stal jugoslávským prezidentem.

## Literární činnost
Ćosić, jako spisovatel, vstoupil na scénu již roku 1951 románem "Daleko je sunce", (Slunce je daleko) ve kterém popsal své zkušenosti z bojů druhé světové války a pokusil se vykreslit krizi lidskosti ve válečném konfliktu. Obraz nezdolných partyzánů je zde narušen; bojovníci jsou v obklíčení nepřítelem a vykreslováni jako váhající a nejistí přemýšlí, zda bojovat dále, či nikoliv. V pozdějších letech pracoval na dalších románech, kde se dotkl i dějin Srbska, konkrétně 19. století. O tom pojednává například jeho román Koreni (Kořeny), kde se věnuje srbské vesnici z těchto dob a dramatickým proměnám srbské společnosti. V novějších románech se opět zabývá těmito časovými oblastmi, objevuje se ale také i dílo, které je zasazeno do první světové války, a to s názvem "Vreme smrti" (Čas smrti). Tento rozsáhlý historický román, který má čtyři části, se zabývá početnými lidskými osudy i historickými událostmi. V 90. letech se ve svých dílech začal věnovat problematice Kosova.
Za svůj literární přínos dostal Ćosić ocenění časopisu NIN (celkem dvakrát – 1954, 1961).